# Jean-Baptiste Daveloose
Jean-Baptiste Daveloose, né le 3 octobre 1807 à Courtrai où il est mort le 17 février 1886, est un peintre paysagiste belge. 

## Biographie
Jean-Baptiste Daveloose naît le 3 octobre 1807 à Courtrai. Il se forme à l'Académie royale des beaux-arts de Courtrai (nl) auprès de Jan Baptiste de Jonghe et est même considéré comme l'un de ses plus talentueux élèves. Il sort lauréat de l'académie en 1826.

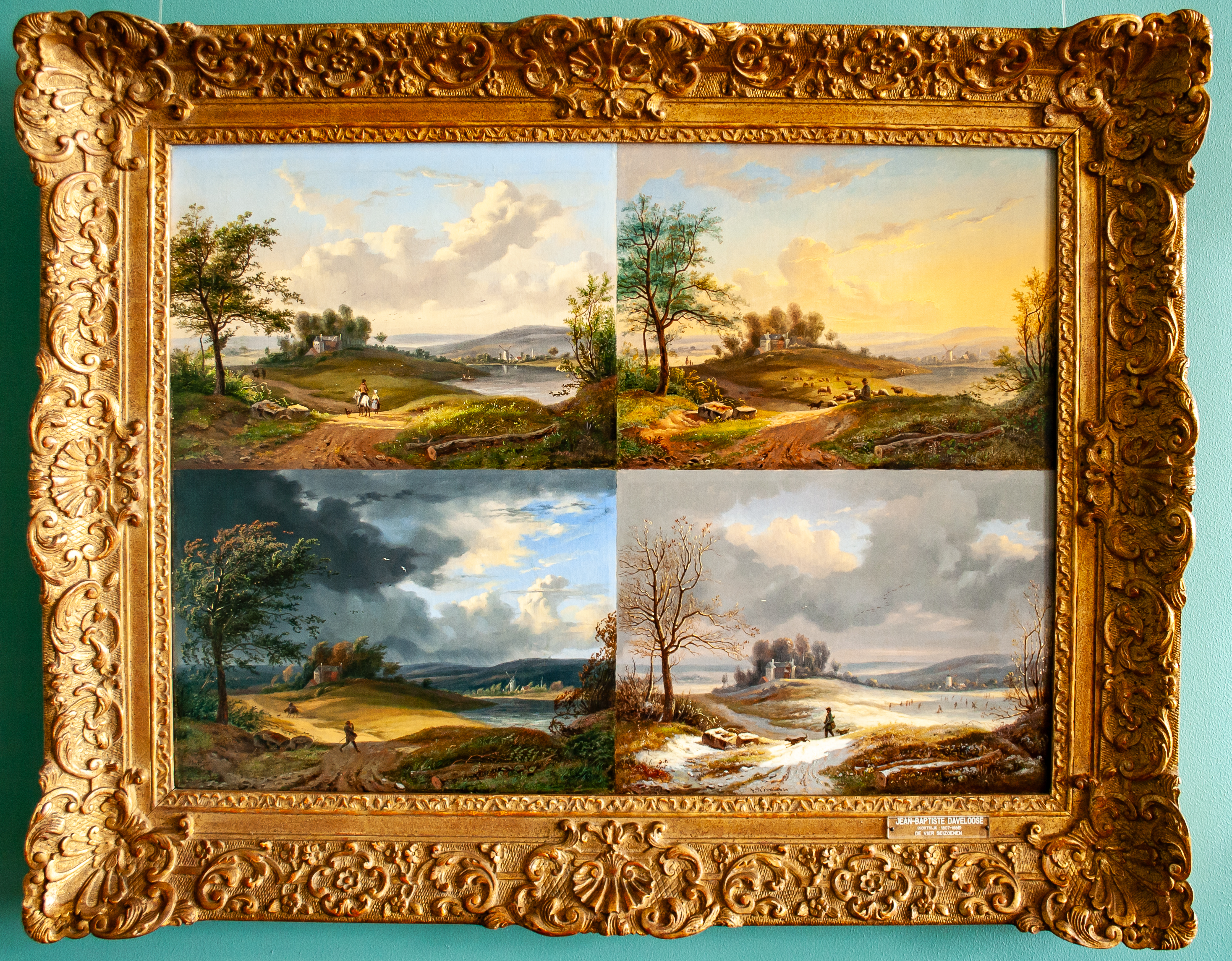
Les quatre saisons, Musée Broel.

Il se spécialise dans la peinture paysagiste sur la Flandre Occidentale, les Ardennes flamandes, de la vallée de la Meuse et de la vallée de la Moselle,. Il fait parfois appel à Eugène Verboeckhoven qu'il côtoie à l'Académie des Beaux-Arts afin d'illustrer d'animaux et de personnages quelques-uns de ses paysages.
Il participe à de nombreuses expositions et y obtient un certain succès. Plusieurs de ses tableaux se trouvent au sein de musées de Bruges, Courtrai et Tourcoing. Il expose pour la première fois au salon de Courtrai de 1833. Après cela, il part vivre deux ans à Paris et expose au salon de Paris. En 1843, il participe au salon d'Anvers.
Un tableau très remarquable est "Les Quatre Saisons" du Musée de Courtrai : Le panneau est divisé en quatre plans et montre le même paysage dans les conditions changeantes des quatre saisons,.
Les artistes Adolphe Soete (nl) et P. Goddyn sont ses élèves,. Il meurt le 17 février 1886 et est perçu comme un peintre « poétique et réaliste »,.